# Lijst van nummer 1-hits in de Belgische iTunes Top 40 in 2014
Deze hits stonden in 2014 op nummer 1 in de Belgische iTunes Top 40:
| Nummer | Datum        | Artiest                                  | Titel                             |
| ------ | ------------ | ---------------------------------------- | --------------------------------- |
| 51     | 5 januari    | Pharrell Williams                        | Happy                             |
|        | 12 januari   | Pharrell Williams                        | Happy                             |
|        | 19 januari   | Pharrell Williams                        | Happy                             |
|        | 26 januari   | Pharrell Williams                        | Happy                             |
|        | 2 februari   | Pharrell Williams                        | Happy                             |
|        | 9 februari   | Pharrell Williams                        | Happy                             |
|        | 16 februari  | Pharrell Williams                        | Happy                             |
| 52     | 23 februari  | Katy Perry & Juicy J                     | Dark horse                        |
| 51     | 2 maart      | Pharrell Williams                        | Happy                             |
| 52     | 9 maart      | Katy Perry & Juicy J                     | Dark horse                        |
|        | 16 maart     | Katy Perry & Juicy J                     | Dark horse                        |
| 53     | 23 maart     | A Great Big World & Christina Aguilera   | Say Something (A Great Big World) |
| 51     | 30 maart     | Pharrell Williams                        | Happy                             |
| 54     | 6 april      | Milky Chance                             | Stolen dance                      |
| 52     | 13 april     | Katy Perry & Juicy J                     | Dark horse                        |
| 55     | 20 april     | Mr. Probz                                | Waves (Robin Schulz remix)        |
|        | 27 april     | Mr. Probz                                | Waves (Robin Schulz remix)        |
| 56     | 4 mei        | Coldplay                                 | A Sky Full of Stars               |
|        | 11 mei       | Coldplay                                 | A sky full of stars               |
| 55     | 18 mei       | Mr. Probz                                | Waves (Robin Schulz remix)        |
| 57     | 25 mei       | Kiesza                                   | Hideaway                          |
|        | 1 juni       | Kiesza                                   | Hideaway                          |
|        | 8 juni       | Kiesza                                   | Hideaway                          |
| 58     | 15 juni      | Pitbull, Jennifer Lopez & Cláudia Leitte | We are one (Ole ola)              |
| 59     | 22 juni      | Gunther D                                | Dance with the devils             |
| 60     | 29 juni      | Lilly Wood & The Prick & Robin Schulz    | Prayer in C (Robin Schulz remix)  |
|        | 6 juli       | Lilly Wood & The Prick & Robin Schulz    | Prayer in C (Robin Schulz remix)  |
|        | 13 juli      | Lilly Wood & The Prick & Robin Schulz    | Prayer in C (Robin Schulz remix)  |
|        | 20 juli      | Lilly Wood & The Prick & Robin Schulz    | Prayer in C (Robin Schulz remix)  |
|        | 27 juli      | Lilly Wood & The Prick & Robin Schulz    | Prayer in C (Robin Schulz remix)  |
|        | 3 augustus   | Lilly Wood & The Prick & Robin Schulz    | Prayer in C (Robin Schulz remix)  |
|        | 10 augustus  | Lilly Wood & The Prick & Robin Schulz    | Prayer in C (Robin Schulz remix)  |
|        | 17 augustus  | Lilly Wood & The Prick & Robin Schulz    | Prayer in C (Robin Schulz remix)  |
| 61     | 24 augustus  | Dotan                                    | Home                              |
|        | 31 augustus  | Dotan                                    | Home                              |
| 62     | 7 september  | Hozier                                   | Take me to church                 |
|        | 14 september | Hozier                                   | Take me to church                 |
|        | 21 september | Hozier                                   | Take me to church                 |
|        | 28 september | Hozier                                   | Take me to church                 |
|        | 5 oktober    | Hozier                                   | Take me to church                 |
|        | 12 oktober   | Hozier                                   | Take me to church                 |
|        | 19 oktober   | Hozier                                   | Take me to church                 |
|        | 26 oktober   | Hozier                                   | Take me to church                 |
|        | 2 november   | Hozier                                   | Take me to church                 |
| 63     | 9 november   | David Guetta & Sam Martin                | Dangerous                         |
| 64     | 16 november  | One Direction                            | Night changes                     |
| 65     | 23 november  | Lost Frequencies                         | Are you with me                   |
| 63     | 30 november  | David Guetta & Sam Martin                | Dangerous                         |
| 66     | 7 december   | Gorki                                    | Mia                               |
| 65     | 14 december  | Lost Frenquencies                        | Are you with me                   |
| 67     | 21 december  | Mark Ronson & Bruno Mars                 | Uptown Funk                       |
|        | 28 december  |                                          |                                   |

2010 ·
2011 ·
2012 ·
2013 ·
2014 ·
2015